# Добирчин
Добирчи́н (болг. Добърчин) — село в Софійській області Болгарії. Входить до складу общини Своге.

## Населення
За даними перепису населення 2011 року у селі проживали 33 особи, з них 31 особа (93,9%) — болгари.
Розподіл населення за віком у 2011 році:
Динаміка населення: